# Carl Verheijen
Carl Eduard Verheijen är född 26 maj 1975 i Haag. Han är en nederländsk skridskoåkare specialiserad på de längre distanserna, 5 000 m och 10 000 m. Carl är son till åkaren Eddy Verheijen. Han har en relation med den tidigare åkaren Andrea Nuyt, de har en dotter som föddes 2005. Carl Veerheijens bror Frank Verheijen ägnar sig åt skridskomaraton.
Verheijen har vunnit fjorton VM-medaljer, fyra EM-medaljer och två OS-brons. Under OS 2002, kom han på sjätte plats i 5 000 m-loppet